# Лорена Санчес
Лорена Санчес (на английски: Lorena Sanchez) е американска порнографска актриса от мексикански произход.

## Биография
Лорена Санчес е родена на 21 юни 1986 г. в град Сакраменто, щата Калифорния, САЩ 
Лорена Санчес започва своята порнографска кариера през 2006 г., когато е на 20 години. Във филмите си прави мастурбации, вагинален, орален секс, еякулация на лицето ѝ, гълтане на сперма, лесбийски секс и групови изпълнения. Снимала е секс сцени с близо 80 жени порно актриси и с около 90 мъже порно актьори. Сред тях личат имената на: Алана Евънс, Алектра Блу, Алексис Тексас, Одри Битони, Ева Анджелина, Джена Хейз, Катя Касин, Кели Уелс, Моник Алекзандър, Паулина Джеймс и др.

## Награди
Номинации за индивидуални награди
- 2008: Номинация за AVN награда за най-добра актриса (видео) – за изпълнението на ролята ѝ във филма „Black Worm“.[4][5]
- 2008: Номинация за AVN награда за най-добра нова звезда.[5][4]
- 2008 Номинирана за Urban Spice награда за най-необикновено момиче в порното.[6]

Номинации за награди за изпълнение на сцени
- 2010: Номинация за AVN награда за най-добра групова секс сцена – за изпълнение на сцена от филма American Swingers